# 高石市立取石小学校
高石市立取石小学校（たかいししりつ とりいししょうがっこう）は、大阪府高石市取石3丁目にある公立小学校。

## 沿革
- 1935年（昭和10年）2月 - 大阪府泉北郡取石尋常小学校として創立。のちの民俗学者となる宮本常一が教員として赴任。
- 1936年（昭和11年）9月 - 現在地に移転。
- 1941年（昭和16年）4月 - 取石国民学校と改称。
- 1953年（昭和28年）4月1日 - 高石町と取石村との町村合併により、高石町立取石小学校と改称。
- 1966年（昭和41年）11月1日 - 市制の施行により、現校名に改称。

## 通学区域
- 取石1～7丁目、西取石1・3丁目のうち国道26号以東、西取石5丁目[1]

※卒業後は基本的に高石市立取石中学校に進学する。